# Euripus mastor
Euripus mastor är en fjärilsart som beskrevs av Hans Fruhstorfer 1903. Euripus mastor ingår i släktet Euripus och familjen praktfjärilar. Inga underarter finns listade i Catalogue of Life.